# Boulevard du crime
Pour l’article homonyme, voir Boulevard du crime (film).

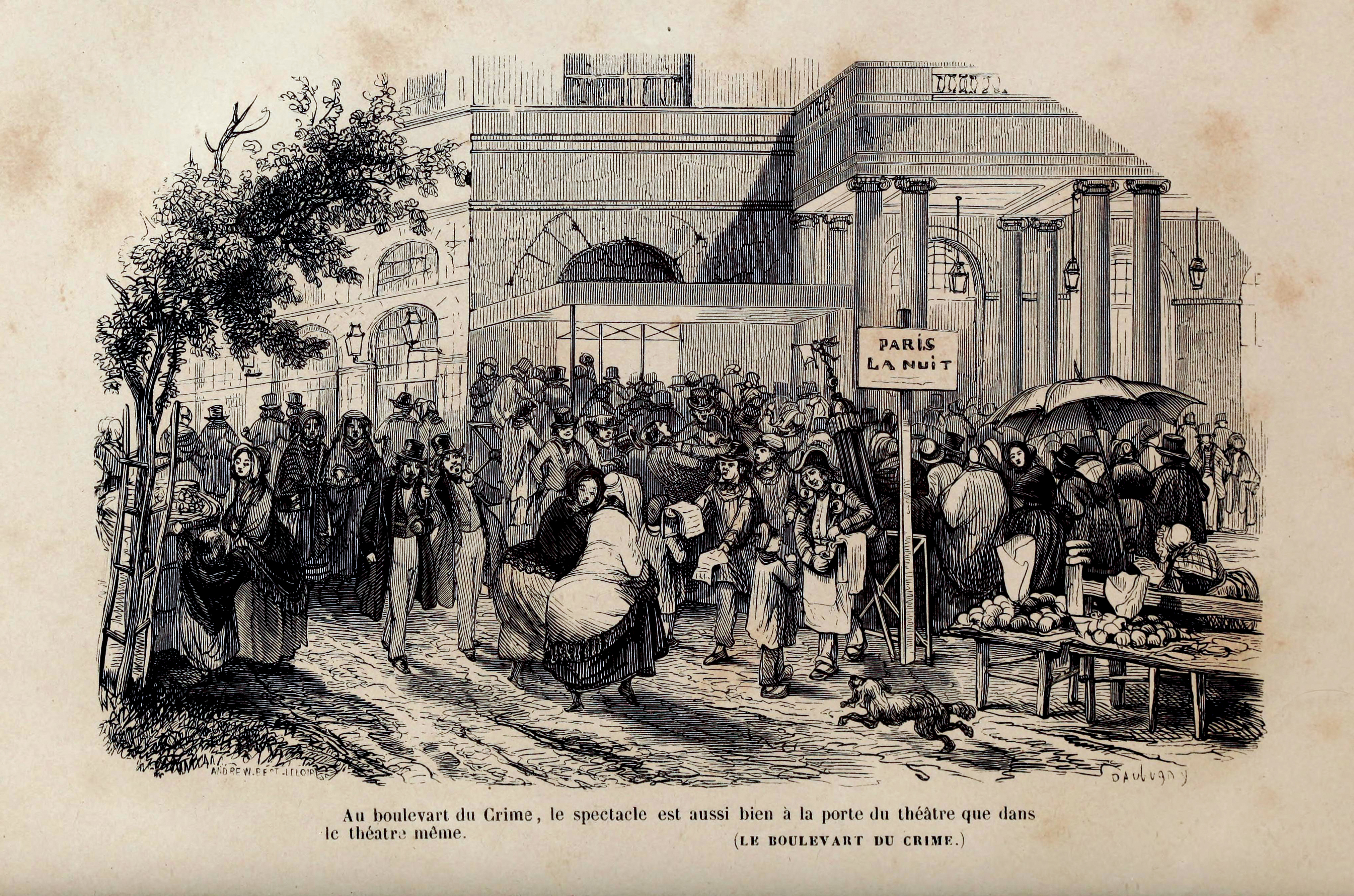
Le Boulevard du crime en 1842.

« Boulevard du crime » est le surnom donné au XIXe siècle au boulevard du Temple à Paris, sur lequel se trouvaient plusieurs théâtres mélodramatiques dans lesquels étaient fréquemment représentés des faits divers, assassinats et vols.

## Les théâtres du boulevard du Temple

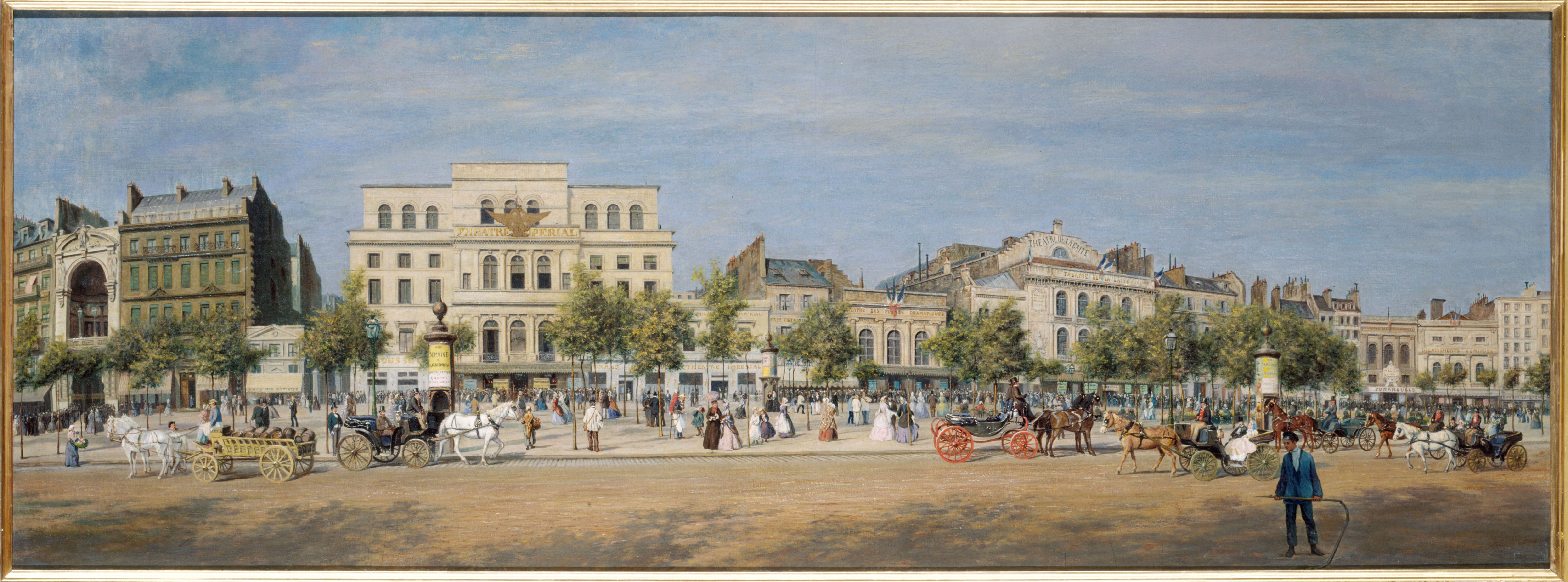
Peinture de 1862 représentant le boulevard du Temple avec, de gauche à droite, le Théâtre historique, le Cirque-Olympique, les Folies Dramatiques, la Gaîté, les Funambules, les Délassements-Comiques (tableau d'Adolphe Martial Potémont, musée Carnavalet).

Sur le Boulevard du crime se trouvaient le Théâtre-Lyrique, le premier théâtre de l'Ambigu (incendié en 1826), le Cirque-Olympique, les Folies-Dramatiques, la Gaîté, les Funambules, les Délassements-Comiques, le théâtre des Associés (Théâtre-Patriotique sous la Révolution, puis le théâtre de Mme Saqui), le théâtre des Pygmées, le Petit-Lazari, ainsi que de nombreux cabarets et café-concerts.
Tous ces théâtres étaient situés dans la partie est du boulevard. Ils ont été détruits lors de la réorganisation de Paris par le baron Haussmann en 1862. Seules les Folies-Mayer échappent à la démolition lors de la création de la place de la République — car situées sur le trottoir opposé à celui où elles se trouvent aujourd'hui sous le nom de « théâtre Déjazet ».

## Culture populaire

### Cinéma
- C'est le cadre du film Les Enfants du paradis (1945), de Marcel Carné, et le nom de la première des deux époques du film.
- C'est un des lieux principaux de l'intrigue du film Vidocq (2001).

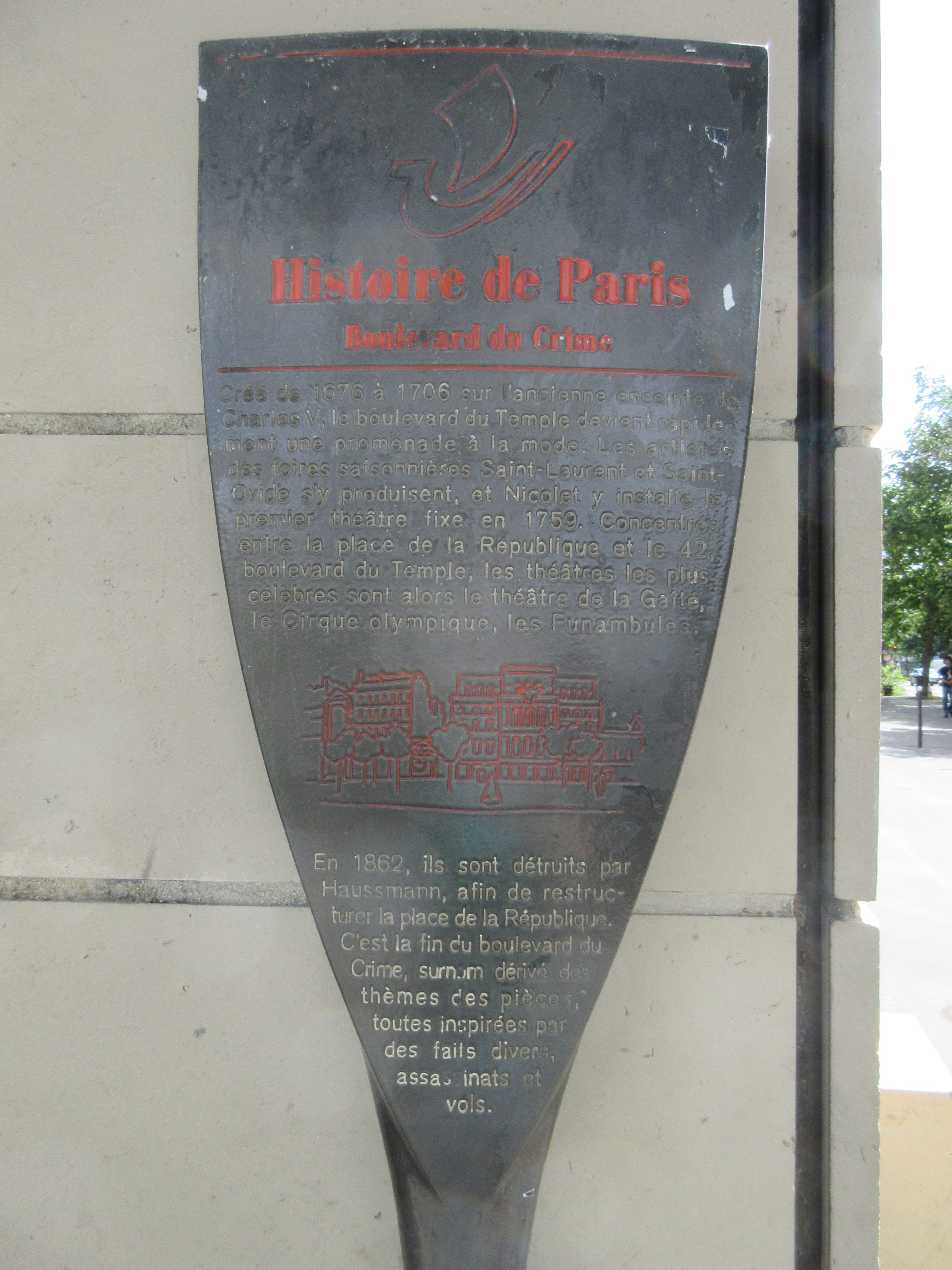
Panneau Histoire de Paris Boulevard du Crime.
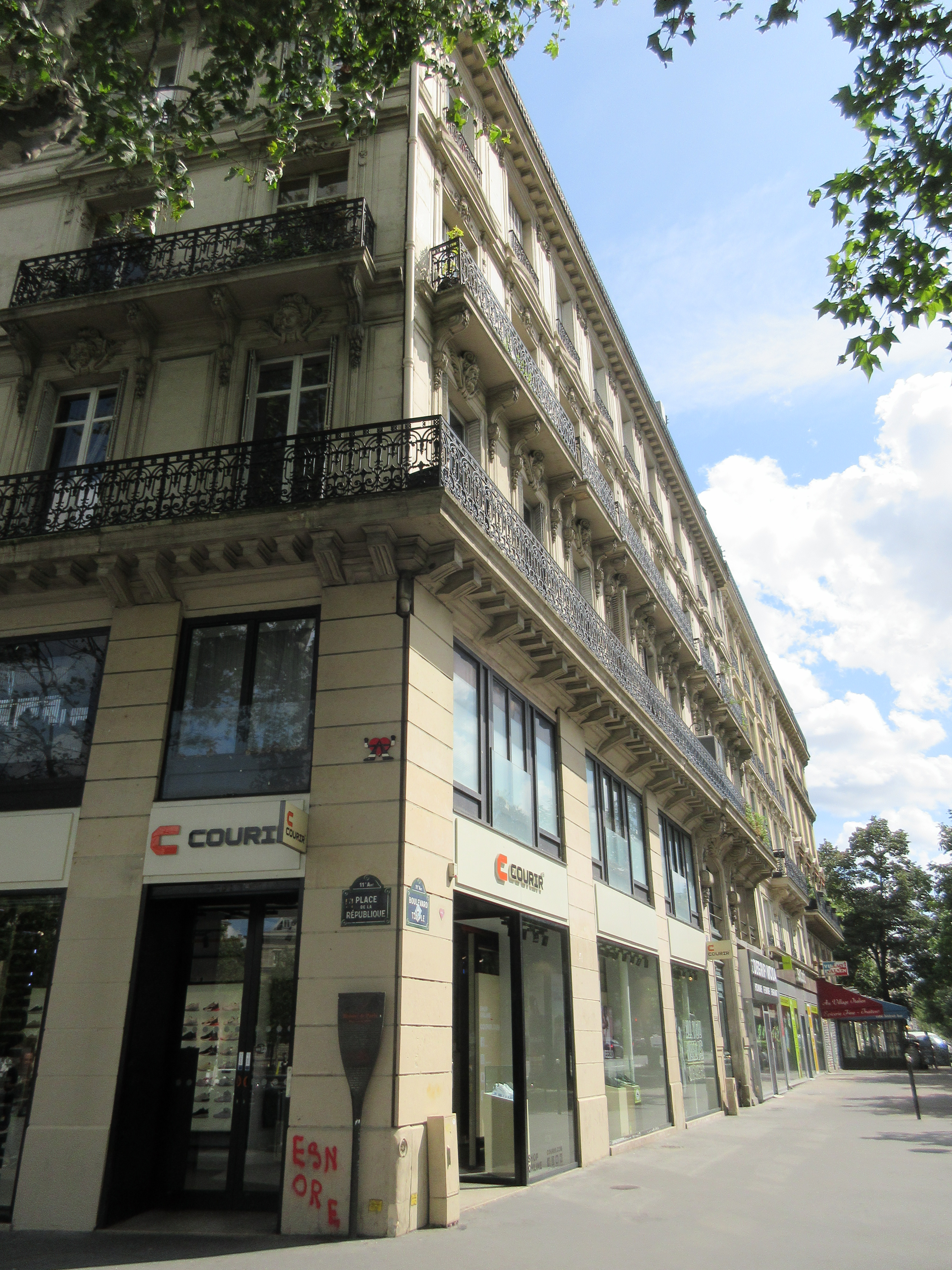
Emplacement du panneau Histoire de Paris Boulevard du Crime à l'angle de la place de la République et du boulevard du Temple.

### Théâtre
- Éric-Emmanuel Schmitt situe sa pièce Frédérick ou le Boulevard du Crime dans le théâtre des Folies-Dramatiques du Boulevard du crime. Il propose une fresque colorée du Paris révolutionnaire, réfléchit sur le comédien et l’art dramatique, et joue avec le théâtre dans le théâtre.

### Musique
- Jean-Roger Caussimon enregistre la chanson Minuit, boulevard du Crime en 1972, dans son deuxième album À la Seine.
- Claude Lemesle écrit une chanson sur le thème du boulevard pour Serge Reggiani, dans son album Le Zouave du pont de l'Alma (1982)[2].